# Laureen Harper
Laureen Ann Harper (Turner Valley, 1963) é esposa de Stephen Harper, o 22º primeiro-ministro do Canadá e ex do Partido Conservador. É conhecida pelo partido como "arma secreta", e costuma participar de reuniões diplomáticas assim como participar de organizações beneficentes.